# Hinojosa (Guadalajara)
Hinojosa es una localidad española del municipio de Tartanedo, perteneciente a la provincia de Guadalajara, en la comunidad autónoma de Castilla-La Mancha.

## Historia
A mediados del siglo XIX, la villa, por entonces con ayuntamiento propio, tenía contabilizada una población de 208 habitantes. Aparece descrita en el noveno volumen del Diccionario geográfico-estadístico-histórico de España y sus posesiones de Ultramar de Pascual Madoz de la siguiente manera:

HINOJOSA: v. con ayunt. en la prov. de Guadalajara (22 leg.), part. jud. de Molina (4), aud. terr. de Madrid (32), c. g. de Castilla la Nueva, y dióc. de Sigüenza (11): sit. á la falda de un cerro llamado Cabezo del Cid, con libre venlilacion y clima frio, pero sano, sin que se conozcan otras enfermedades que las estacionales: tiene 115 casas, con fuente de aguas potables en todas ellas; la consistorial, cárcel aunque insegura; escuela de instruccion primaria, frecuentada por 54 alumnos de ambos sexos, á cargo de un maestro dotado con 1,100 rs. ademas de las retribuciones de los discípulos; una igl. parr. (San Andres), servilla por un cura de provision real y ordinaria previo concurso. térm.: confina N. Labros y Milmarcos; E. Fuenlelsaz; S. Tartaredo, y O. Concha: dentro de él se encuentran 3 erm., (Ntra. Sra. de los Dolores, San Juan y Sta. Catalina); hay fuentes en varias direcciones, y entre ellas una en la cúspide del cerro á cuya falda está la v., en el que se ve una estensa llanura: el terreno que participa de llano y quebrado, es de inferior calidad; comprende una dehesa con algun arbolario de encina y roble: caminos los locales, todos de herradura y en mal estado. correo: se recibe y despacha en la estafeta de Molina. prod.: trigo, cebada, centeno, algunas legumbre y yerbas de pasto, con las que se mantiene ganado lanar, y de cerda, y las caballerias necesarias para la agricultura; hay caza de perdices, liebres y conejos. ind.: la agrícola. comercio: esporlacion de algun ganado y lana, é importacion de los art. de consumo que faltan. pobl.: 110 vec., 315 alm. cap. prod.: 1.704,167 rs. imp.: 153,375. contr.: 11,325. presupuesto municipal 2,000, se cubre con los fondos de propios, y en caso de déficit por reparto vecinal.
(Madoz, 1847, p. 208)

El municipio de Hinojosa desapareció en 1977, al ser incorporado al de Tartanedo.

## Demografía
| Gráfica de evolución demográfica de Hinojosa entre 1842 y 1970 |
| |
| Población de derecho según los censos de población del INE Población de hecho según los censos de población del INEEntre el censo de 1981 y el anterior, este municipio desaparece porque se integra en el municipio Tartanedo |

## Patrimonio
- Iglesia de San Andrés, construida entre los siglos XV y XVII.[6]
- Ermita de la Virgen de los Dolores, construida en 1794 en estilo barroco.[7]
- Casa grande de los Malo, casa grande de los Moreno y casa grande de los García Herreros, típicas casonas molinesas pertenecientes a familias hidalgas del Real Señorío de Molina.[8]
- Rollo de Hinojosa, que simboliza el villazgo de la localidad en 1784.[9]
- Ermita de Santa Catalina, a 4 km al noreste de la localidad, es la antigua iglesia del despoblado de Torralvilla.[10]
- Cabeza del Cid, yacimiento arqueológico del siglo I a. C. situado sobre una muela al oeste de la localidad.[11]

## Fiestas
El primer domingo de junio se celebra el día de la Virgen de los Dolores, entre cuyos actos se encuentra la soldadesca. También hay celebraciones en San Roque y para la Romería a Santa Catalina.